# در امتداد رودخانه به سمت درخت‌ها
در امتداد رودخانه به سمت درختها (به انگلیسی:Across the River and into the Trees) رمانی از نویسنده آمریکایی، ارنست همینگوی است که توسط انتشارات چارلز اسکریبنرز سانز در سال ۱۹۵۰ انتشار یافت.
نام این کتاب برگرفته از آخرین کلمات ژنرال استون‌وال جکسن ژنرال ارتش ایالات موتلفه در جنگ داخلی آمریکا است «بگذارید از رودخانه عبور کنیم و زیر سایه درختان استراحت کنیم».

## خلاصه داستان
داستان این کتاب دربارهٔ سرهنگی پنجاه ساله به نام کانتول است که در آخرین روزهای جنگ جهانی دوم در ونیز به شکار اردک مشغول است. درمی‌یابیم که او بیماری قلبی دارد و به آخر عمر خود رسیده‌است. فصل دوم کتاب فلاش بک است به خاطرات کانتول از دو جنگ جهانی. از زمانی که در جنگ جهانی اول در ارتش ایتالیا خدمت می‌کرد تا روزهایی که در ارتش آمریکا می‌جنگید و به مقام ژنرالی هم رسید و بعد تنزل درجه پیدا کرد و کلنل شد.

## ترجمه به فارسی
در سال ۱۳۶۳ کیوان اسلامی آن را به فارسی ترجمه کرد. قبلاً در سال ۱۳۴۶ این کتاب توسط پرویز داریوش به نام به راه خرابات در چوب تاک ترجمه شده بود.